# Ofenzíva M23
Hnutí 23. března, podporované Rwandou, se v březnu 2022 střetlo s Konžskou demokratickou republikou v oblasti severního Kivu, což vedlo k vysídlování obyvatel a zvýšenému napětí mezi oběma zeměmi. V lednu 2025 M23 postoupilo na Goma, což vedlo k přerušení diplomatických vztahů mezi Konžskou demokratickou republikou a Rwandou a k oznámení dobytí města. Povstalci vydali prohlášení, že další postup bude dobytí hlavního města Kinshasy.

## Předehra
Hnutí 23. března (M23) zahájilo povstání v severovýchodní části Demokratické republiky Kongo (DRK) v letech 2012–2013. M23 vzniklo z dezertérů Národního kongresu na obranu lidí (CNDP), kteří po mírové dohodě z roku 2009 vstoupili do armády DRK. Dohoda zahrnovala propuštění vězňů, přeměnu CNDP na politickou stranu a integraci jeho členů do vládních institucí a armády. Realizace dohody byla však brzděna odporem místních komunit, které považovaly vůdce CNDP za válečné zločince. M23 zahájilo povstání 6. května 2012, což vedlo k střetům s armádou DRK a mírovými silami OSN (MONUSCO). Hnutí M23 bylo podporováno Rwandou a Ugandou. Human Rights Watch obvinilo M23 z válečných zločinů, včetně poprav, sexuálního násilí a nuceného náboru. Povstání bylo poraženo společnou kampaní armády DRK a MONUSCO, a po dohodě o míru byly síly M23 rozpuštěny a jejich bojovníci se přesunuli do uprchlických táborů v Ugandě.
V roce 2017 se M23 znovu reorganizovalo, když jeho velitel Sultani Makenga utekl z Ugandy a zahájil novou insurgenci. V roce 2021 provedli jeho jednotky menší útoky na pozice armády DRK, ale s malým dopadem. M23 tvrdilo, že povstání obnovilo kvůli neplnění podmínek mírové dohody z roku 2013. Konflikt byl komplikován vnitřním rozdělením hnutí na různé frakce, a i když byla podpora M23 ze strany Rwandy podezřelá, vládní snahy DRK posílit vojsko v oblasti východního Konga oslabily její schopnosti v jiných regionech.

## Útok
V noci z 27. března 2022 obnovila skupina M23 ofenzívu v severním Kivu. Nejprve zaútočila na vesnice Tshanzu a Runyoni. Útok vedl Sultani Makenga. Vláda Demokratické republiky Kongo obvinila Rwandu z podpory operace a vměšování se do konfliktu. Dne 29. března vládní síly odrazily útok na město Bunagana, ale M23 dobyla několik vesnic. Dne 30. března byla skupina obviněna ze sestřelení vrtulníku OSN, při němž zemřelo šest Pakistánců, jeden Rus a jeden Srb. Dne 6. dubna 2022 se FARDC (Ozbrojené síly Demokratické republiky Kongo) nedohodly s M23 na příměří, a vládní síly zahájily protiútok.

### Dobytí Bunagany
Dne 8. června údajně povstalci M23 zaútočili na síly MONUSCO (Mise OSN pro stabilizaci v Demokratické republice Kongo) v Muhati, v oblasti Rutshuru. Dne 12. června FARDC odrazily další útok M23 na Bunaganu, což se shodovalo s návštěvou belgického krále Filipa v Bukavu na jihu. Na rozdíl od předchozího útoku na Bunaganu však ugandské bezpečnostní síly na druhé straně hranice nezasáhly a místo toho se stáhly z kopců nad městem. M23 dobyla Bunaganu následující den, údajně poté, co ji obklíčila a donutila místní posádku, která čítala 137 vojáků a 37 policistů, ustoupit do Kisoro v Ugandě. Tam se vzdali místním ugandským bezpečnostním silám. Mnoho civilistů také uprchlo přes hranici. Později se velitelé posádky Bunagany, plukovníci Ndyadya a Lobo, a regionální velitel sektoru, Peter Cirimwami Nkuba, obvinili navzájem z vydání rozkazu k ústupu.

### Situace v roce 2025
Dne 4. ledna 2025 se M23 zmocnila města Masisi, které má 40 000 obyvatel a je administrativním centrem Masisi Territory. Podle agentury Agence France-Presse nejprve dostala pod kontrolu oblast Katale a poté vstoupila do Masisi. Dne 9. ledna vyzval laureát Nobelovy ceny Denis Mukwege mezinárodní společenství, aby uvalilo tvrdé sankce na Rwandu a podpořilo akce nad rámec verbálních odsudků. Téhož dne začaly síly M23 směřovat do Rubayi, klíčové oblasti pro těžbu coltanu, minerálu nezbytného pro globální technologické dodavatelské řetězce. Dne 13. ledna FARDC (Armáda Demokratické republiky Kongo) oznámila úspěšné odražení ofenzívy M23 na nově zřízených pozicích v Ngungu v Mupfuni-Shanga groupement. FARDC podnikla letecké údery v Mbingi, regionu, který měla kontrolovat, ale nedokázala jej udržet déle než den kvůli posilám M23. Následující den bojovníci M23 z Mulimbi zahájili útok na pevnost Wazalendo v oblasti Lubwe Sud, součást Tongo groupement v Bwito Chiefdom. Při přepadu Wazalendo poblíž Kisegura v Binza groupement v Rutshuru Territory bylo zabito pět členů koalice M23/RDF. Bojovníci M23 byli zadrženi při loupežích zemědělských produktů. Výbuchy těžkých i lehkých zbraní byly slyšet několik hodin po přepadu, především v oblastech Kiseguro a Ngwenda, kde Wazalendo bojovali proti jednotkám M23. Téhož dne se M23 zmocnila Luofu, asi 60 kilometrů od Lubero-center v Lubero Territory, která byla pod kontrolou FARDC více než dva dny. Humanitární zprávy popisovaly zločiny, včetně sexuálních útoků na pět mladých dívek v Kalungu, 15 kilometrů jižně od Minovy v Buzi groupement v Kalehe Territory, a dvou žen v Bihovu, v Shanje vesnici v Lowa-Numbi.

#### Dobytí Gomy
26. ledna 2025, v 11 hodin dopoledne, byly zasaženy uprchlické tábory Tři novináři z Sky News, reportér z Radio France Internationale/Agence France-Presse a novinář z Sake FM byli napadeni v Kihisi v teritoriu Nyiragongo, když pokrývali zoufalou situaci uprchlíků. Vláda obvinila Africkou unii z vyvolání záměny a vyzvala k silnějšímu odsouzení činů M23. MONUSCO vyjádřilo svou připravenost pomoci DRK při podání formální stížnosti Mezinárodní organizaci pro civilní letectví (ICAO) ohledně porušování vzdušného prostoru M23, včetně incidentů rušení GPS na mezinárodním letišti v Goma. Tentýž den do města vstoupilo 3500 rwandských vojáků, kteří podporovali jednotky M23. Podle vyjádření Rwandy se Demokratická republika Kongo snaží svrhnout vládu v Rwandě. Dobytím města došlo také k otevření věznice, kde bylo 3000 vězňů. Během bojů o město bylo zabito nejméně 17 lidí a 370 lidí bylo zraněno. Během bojů byla dodávka vody a elektřiny do města přerušena. 29. ledna by měla o situaci jednat RB OSN. Téměř 300 rumunských žoldáků, najatých k boji proti povstalcům M23 v Kongu, se vzdalo po útoku na Gomu. Byli placeni 5 000 dolarů měsíčně, ale museli se uchýlit na základnu OSN a byli předáni M23.

#### Ofenzíva v teritoriu Kalehe
8. února bylo násilí odsouzeno státy Hospodářské společenství států střední Afriky (ECCAS) a byl vznesen požadavek na dodržování humanitárních koridorů. Dne 13. února se jednotky M23 přesunuly do Chofi, pět kilometrů od Kalehe a střetly se s FARDC v Luzira a Kasheke v oblasti Kabare. Současně vypukly boje v Kivisire, asi deset kilometrů od Mambasy. Téhož dne byl v Gomě zavražděn hudebník a revolucionář Katembo Vinywa Delphin, známý jako Delcat Idengo – údajně byl cílem kvůli svému odporu vůči M23 poté, co unikl z věznice Munzenze, když Goma koncem ledna padla do rukou povstalců. 14. února M23 obsadilo území Kalehe a Kabare a zmocnilo se Kabamby a Katany. Boje v Kabambě, na hranici s Kalehe, trvaly celou noc, než se konžská armáda kolem 9:00 stáhla do Katany. M23 pak postupovalo na Kavumu a donutilo FARDC ustoupit k místnímu letišti. Mnoho civilistů uprchlo do Bukavu, jiní zůstali uvězněni doma kvůli pokračujícím střetům. Human Rights Watch vyzvala Africkou unii k rozhodnému zásahu a podpoře rezoluce Rady OSN pro lidská práva o DRK. Do poledne M23 ovládlo letiště Kavumu, asi 30 km od Bukavu, navzdory odporu FARDC. Pohyb civilistů zůstal omezený, někteří se ale i přes nebezpečí odvážili vyjít do ulic. Později toho dne M23 údajně vstoupilo do Bukavu, kde vypuklo rozsáhlé rabování, zejména v průmyslové zóně – postiženy byly společnosti Datco, Pharmakina a sklady Světového potravinového programu (WFP). Bukavský nejvyšší soud mezitím odsoudil k trestu smrti 212 vojáků za vraždu, pokus o vraždu, sexuální násilí a zbabělost v boji během invaze M23. Dalších 70 vojáků bylo osvobozeno. V Mnichově na bezpečnostní konferenci Tshisekedi tvrdě kritizoval Rwandu za „skrytou agresi“ proti DRK. 15. února uvedl ugandský generál Muhoozi Kainerugaba, že dává povstlcům 24 hodin a když nesloží zbraně zaútočí na město Bunia.
Dne 23. února se burundský prezident Évariste Ndayishimiye setkal s prezidentem Tshisekedim v Kinshase, ale po jejich soukromé diskusi nebylo vydáno žádné oficiální prohlášení. Téhož dne síly M23 a RDF zabily více než tucet civilistů v Gome. Navzdory nové ofenzívě v oblasti Kasinjwe byly jednotky M23 odraženy silami FARDC a Wazalendo v Maserece. Frontová linie zůstala nezměněná. Dne 24. února v Ženevě na zasedání Rady OSN pro lidská práva zástupce Suminwa upozornil na rostoucí počet obětí, které od ledna přesáhly 7 000, a na přibližně 450 000 lidí, kteří přišli o domovy. Evropská unie pozastavila obranné konzultace s Rwandou a zahájila přezkum memoranda o strategických surovinách. Spojené království oznámilo balíček pomoci ve výši 14,6 milionu liber pro oběti konfliktu a zmrazilo bilaterální pomoc Rwandě, kromě humanitární pomoci. 25. února došlo k bojům v Uviře mezi FARDC a Wazalendo, při kterých bylo 20 lidí zabito a 60 zraněno. Mezitím byly v oblasti severního Kivu zdravotnické zařízení výrazně omezeny kvůli násilí, přičemž nemocnice v Gome byly přetížené. V různých oblastech byly hlášeny i další střety mezi různými skupinami a armádními silami.

#### Bitva o Walikale
Město leží přibližně 130 kilometrů západně od města Goma. Město má přibližně 15000 obyvatel. Jednotky M23, podporované Rwandou začali ofenzívu 6. března 2025. Oblast je bohatá na nerosty.  6. března 2025 vládní jednotky zaútočily na pozice M23 v okolí vesnic v okolí města Masisi 9. března jednotky M23 zahájili protiútok a ten vedl k dobytí Nyabiondo a poté se jednotky M23 dostaly až k Kibati v okrese Walikale. Dne 13. března zahájily FARDC a Wazalendo protiútok proti M23, částečně znovu dobyly Kibati a otevřely druhou frontu u Nyabionda. Wazalendo však čelili logistickým problémům a obávali se, že území neudrží. Dne 14. března přerušila těžební společnost ABM provoz kvůli eskalaci bojů. Navzdory výzvě k příměří M23 16. března dobylo Kibua. FARDC následně zastavilo postup povstalců směrem na Walikale a zatlačilo je zpět k Mpofi. Boje pokračovaly 18. března u Masisi, kde M23 získalo další území. Dne 19. března povstalci obsadili Walikale, čímž dosáhli svého dosud nejzápadnějšího bodu postupu, pouhých 400 km od Kisangani. 21. března 2025 je stále hlášena střelba ve městě Walikale. Vládní letectvo útočilo na místní letiště. 24. března 2025 přistálo na místním letišti neidentifikovatelné dvoumotorové letadlo, které po chvíli opět vzlétlo. Letadlo nikdo nebyl schopný identifikovat.

#### Pokračující potyčky a ztráty v oblasti
Dne 6. dubna vytlačili bojovníci Wazalendo rebely M23 z vesnice Bushaku v oblasti Kalehe. O den později byly v Mubalaka, poblíž východního vstupu do Walikale, nalezeny další rozložená těla deseti osob, z nichž všechny byly oblečeny do vojenského typu uniforem, což značně ztížilo identifikaci. Tiskový mluvčí OSN Stéphane Dujarric varoval před výbušnými pozůstatky války v oblasti Walikale, které představují nebezpečí pro navrativší obyvatelstvo. Doporučil zdržet návraty, dokud nebudou dokončeny činnosti spojené s odminováním, a zdůraznil podobná rizika hlášená v Jižním Kivu, která ohrožují místní komunity a komplikují humanitární pomoc.
Mezitím, po jmenování Jeana Bosca Buseye a Faustina Ndaye jako správce a zástupce, pokračovaly těžké boje v oblasti Kalehe. Intenzivní střety probíhaly v Bushaku, Katale, Kafufule a Lemerě, což způsobilo paniku v regionu Kalehe a Ihusi, kde musely být uzavřeny školy. Lemera byla také svědkem významného shromáždění bojovníků Wazalendo. V Goma, asi 20 ozbrojených bojovníků M23-AFC vtrhlo do zařízení MSF, údajně hledající vysídlené osoby. Ačkoli se nedostali do lékařských prostor, střelba zasáhla zařízení, což vedlo k jedné oběti na životě, třem zraněním a násilnému napadení dvou členů personálu.
Dne 9. dubna zahájili zástupci DRC a M23 druhé kolo jednání zprostředkovaných Katarem. Diskuse však byly stále v předběžné fázi, neboť obě strany nebyly schopny dosáhnout shody na předpokladech pro další dialog. M23 požadovala amnestii pro vysoké představitele, formální schválení přímého dialogu od prezidenta Tshisekediho, zrušení legislativy umožňující alianci s Wazalendo a značnou rozhodovací pravomoc pro delegaci DRC během jednání v Dauhá. Naopak DRC požadovalo, aby M23 vzdala kontrolu nad okupovanými územími, včetně Gomy a Bukavu, a požadovala disarmament a demobilizaci. Kvůli těmto neshodám byla jednání pozastavena bez pokroku v otázce příměří.
Mezi 9. a 10. dubnem opětovně obsadily frakce Wazalendo z COPACO, APDC/RAD a MCDPN pod vedením sebeproklamovaných generálů Kirikicho Marimby, Bahigeho a Haguma Mic Mic několik lokalit v oblasti Kalehe, včetně Lemery, Bushaku 1 a 2, Nyabarongwa, MwamiwaIdjwi, Chizi, Igali, Bishaka, Shanje, Chambombo, Kafufula, Katale a Lumbishi. Ačkoli došlo k tomuto postupu, M23 stále kontrolovala město Numbi, které se nachází přibližně 14 kilometrů východně od znovuobsazených oblastí. M23 také posilovala své pozice v Kalehe, mobilizující se z letiště Kavumu, které je vzdáleno asi 137 kilometrů na jih od sporné oblasti.
V Kabare Territory, 10. dubna, se frakce Raïa Mutomboki z Bunyakiri a Kalonge střetly s rebely M23 v Tshivanga, poblíž národního parku Kahuzi-Biéga. Další boje byly hlášeny v Mudaka. V Walikale se našla čtyři další těla, dvě v Wenga, jedno mezi Wenga a Nyamiandou a jedno mezi Mubanda a Mubalaka.
Mezitím kolovaly spekulace, že předseda Rassemblement Congolais pour la Démocratie/Kisangani-Mouvement de Libération (RCD/K-ML) Antipas Mbusa se připojil k M23. Strana ale tyto zprávy popřela a potvrdila Mbusovu odhodlanost odolávat cizí invazi a okupaci východního Konga. Po opuštění kabinetu Sama Lukondeho se Mbusa v prosinci 2023 stal národním zástupcem pro Beni. V únoru 2025 navštívil Kampala, kde vlastní obchodní zájmy, a následně zamířil do Evropy, kde se údajně setkal s prezidentem Musevenim a jeho synem Muhoozi, aby projednali obavy ohledně vpádu M23 do oblastí, které ovládá komunita Nande.
Dne 11. dubna M23 obsadila sedm vesnic v oblasti Lubero, a to Kasenge, Lughanga, Kiuto, Kasiki, Mukeberwa, Bwavinwa a Pita Congo, po střetech s Wazalendo. Přestože se jednotky UPDF pokusily blokovat manévry M23 v této oblasti, byly hlášeny úvahy o stažení jednotek UPDF z Lubero. Mezitím M23 odrazila ofenzívy Wazalendo v okolí Masisi a zahájila menší protiútoky v sousedních vesnicích.
Na stejné dni také pokračovaly boje v Lwanguba, 5 kilometrů jižně od Masisi. V okrajových částech Gomy došlo k bojům v Rusayo, kde Wazalendo usilovali o vytlačení M23-AFC z města. Intenzivní střelba a výbuchy se rozléhaly městskými čtvrtěmi – Kyeshero, Ndosho, Mugunga a Lac Vert – což způsobilo paniku, zejména v Kyeshero, kde byly výbuchy nejsilnější.
Dne 12. dubna M23-AFC oficiálně zrušila svou spolupráci s SADC, obviňujíc SAMIDRC a FARDC z provádění společných operací. Téhož dne pokračovaly boje v Kabare Territory, konkrétně v obcích Katana, Kabamba, Lwiro a Nyakadaka, kde konvoj M23 otevřel palbu na jednotky Wazalendo poblíž plantáže Nyakadaka. Wazalendo se přeskupili v Kabamba a v centru Kavumu, ačkoli se zde nehlásily přímé střety. M23 však udržovala kontrolu nad letištěm Kavumu.
Dne 13. dubna vláda Konga odsoudila útoky v Gome a obvinila RDF a M23 z vražd, znásilnění, souhrnných poprav a stovek nezvěstných mezi 6. a 11. dubnem. Také obvinila Rwandu a její spojence z systematického vykrádání zdrojů z okupovaných území za účelem financování pokračujícího konfliktu. Téhož dne se střetli frakce Wazalendo – Mouvement d'Actions pour le Changement (MAC) a Raiya Kujikomboa – s M23 v Kibanda a Kasopo na hranici Masisi a Walikale, přičemž M23 ustoupila na vesnici Kaandja.
V Kabare Territory M23 znovu obsadila Kabambu. Mezitím 13. a 14. dubna došlo k tragickému incidentu poblíž Gomy, kdy byl zavražděn otec se synem a matka byla zraněna. V noci 14. až 15. dubna došlo k napadení pastora v regionu Virunga po vyžádání peněz. Množily se i zprávy o zneužívání civilistů ze strany M23, včetně veřejného bičování na Stade de l'Unité, nuceného náboru, vydírání a rozšířeného zastrašování. Ekonomika regionu byla destabilizována: banky zavíraly, ceny potravin stoupaly a daně rostly.

## Humanitární situace
Humanitární situace v oblasti je velmi kritická, uvedl UNHCR. K situaci přispívají desítky let trvající boje mezi armádou a nevládními ozbrojenými skupinami. Podle údajů muselo 7 milionů lidí uprchnout ze svých domovů v rámci Konga, a více než 1 milion lidí uprchl za hranice. Od února 2025 překročilo více než 40 000 uprchlíků z Konga, převážně žen a dětí, hranice do Burundi, přičemž více než 9 000 příchozích bylo zaznamenáno během jediného dne. Mnozí překračují řeku Rusizi v improvizovaných člunech, což je nebezpečný přechod na hranicích mezi Burundim, Kongem a Rwandou. S narůstajícím násilím v oblasti se situace zhoršuje a i Burundi čelí bezprecedentnímu počtu uprchlíků, což zatěžuje místní zdroje a humanitární organizace. Na přechodných ubytovacích místech, jako jsou školy a stadiony, panují přeplněné podmínky a nedostatek potravin, vody a sanitace. UNHCR a další organizace poskytují nezbytnou pomoc. Dle UNICEF se zhoršila jak situace lidí, tak se zvýšil i počet útoku proti školám. Dle UNICEF se zvýšil počet dětských vojáků a dětských sexuálních pracovníků. UNICEF i OSN se snaží o navrácení dětí.  18. února 2025 informoval Červený kříž , že ví o 26 mrtvých civilistech. Časem počet obětí vzrostl na 176. 25. února v bojích v Urivě a Wazalendo vedlo k 20 mrtvých a 60 zraněných.
Hnutí M23 bylo obviněno z válečných zločinů. Severozápad DRK začala sužovat zatím neznámá nemoc zatím bylo evidováno přes 400 obětí a přes 50 lidí zemřelo.

## Zapojené strany
Do konfliktu se zapojují i sousední státy. Státy se zapojují na obou stranách konfliktu. Do konfliktu se zapojili tyto státy: Rwanda, Uganda, Jižní Súdán, Keňa, Jižní Afrika a Burundi. V rámci skupiny Organizace spojených národů pro stabilizaci v Kongu se konfliktu nepřímo účastní tyto státy: Indie jejíž kontingent je druhý nejpočetnější. Ruská federace přišla při sestřelení vrtulník OSN o jednoho vojáka, který složil v rámci modrých přileb. Srbsko také přišlo o jednoho vojáka. V rámci MONUSCA jsou v konfliktu zapojeny i jednotky Tanzanie, Zimbabwe, Pákistán, Bangladéš, Nepál, Maroko, Ghana, Senegal, Japonsko, Zambie, Mosambik, Angola, Namibie, Uruguay

### Burundi
V roce 2023 Burundi vyslalo na pomoc vládním jednotkám přibližně 10 000 můžu. Dle informací v únoru 2025 začalo Burundi své jednotky stahovat, protože DRK není schopná zásobovat jednotky a jim dochází munice.

### Čínská lidová republika
Začátkem ledna 2025 vládní jednotky odhalily 3 občany Čínské lidové republiky jak se pokusili z republiky vyvézt 12 zlatých cihel v celkové hodnotě 19,3 milionu CZK.

### Jižní Afrika
Jihoafrická republika (JAR) má své jednotky v Demokratické republice Kongo (DRC) v rámci mírových sil. Tyto síly jsou součástí širšího úsilí o stabilizaci regionu, zejména v oblasti východního Konga, kde působí povstalecká skupina M23. Konflikt v této oblasti vedl k několika ztrátám jihoafrických vojáků. Tato situace způsobila napětí mezi JAR a Rwandou, která je obviněná z podpory M23. V roce 2025 JAR zvažovala poslat jednotky na podporu DRK

### Jižní Súdán
Mluvčí armády Jižního Súdánu, generálmajor Lul Ruai Koang, oznámil, že do oblasti bude vysláno přes 700 vojáků, kteří budou bojovat po boku armády DRK.

### Katar
Katar se stále snaží zprostředkovat mír nebo se snaží zprostředkovat jednaní mezi vládou DRK a povstalci z M23.

### Keňa
Keňa se zapojila do mise v Demokratické republice Kongo (DRC) v rámci Východoafrické komunitní síly (EACRF), která měla za cíl potlačit ozbrojené skupiny, především rebely M23. Mise, zahájená v roce 2022, čelila mnoha výzvám, včetně politických neshod a nedostatečného vojenského nasazení. Neúspěch je spojen s konkurenčními vojenskými plány, nedostatkem financí a váháním keňského prezidenta Rutoa při přímém střetu s M23. Ekonomické a politické zájmy hrály klíčovou roli v této misi.

### Rwanda
Konflikt začal v roce 2022, kdy rwandské jednotky začaly podporovat hnutí 23. března. Tyto jednotky se dařilo identifikovat pomocí dronů.Skupina však podle analytiků není pouze loutkou Rwandy, ale dokáže si udržet vlastní agendu mimo její sféru vlivu.Do roku 2025 se odhadovalo, že v Kongu bojuje 4000 až 7000 vojáků rwandských obranných sil (RDF), kteří utrpěli značné ztráty. Satelitní snímky také ukázaly významné rozšíření vojenského hřbitova Kanombe v Kigali, kde bylo od začátku ofenzívy vykopáno nejméně 600 hrobů. Rwanda má velký zájem na nerostném bohatství Demokratické republiky Kongo. Dle představitelů Rwandy na území DRK působí jednotky Demokratické síly pro osvobození Rwandy, která je vládou Rwandy označována jako genocidní jednotka a bojuje proti ní ve východním Kongu.

### Uganda
Uganda je dlouhodobě zapojena do konfliktu v Demokratické republice Kongo (DRK), kde pomáhá potlačovat povstalecké skupiny, včetně M23. V lednu 2025 Uganda rozhodla o vyslání 1 000 vojáků na východ Konga, blízko oblasti, kde M23 pokračuje v ofenzívě. Uganda čelí obviněním, že poskytuje podporu těmto povstalcům, i když to popírá. Ugandská armáda tvrdí, že jejich přítomnost je zaměřena na zajištění stability a boj proti dalším extremistickým skupinám v regionu. Tato vojenská akce zvyšuje napětí v již tak složitém konfliktu.

## Reakce ve světě
Kanada oznámila v reakci na konflikt, že zruší exportní podporu pro Rwandu a bojkot akcí pořádané představiteli Rwandy. Německo zastavilo novou pomoc pro Rwandu a bude prověřovat stávající pomoc. Švédské ministerstvo zahraničních věcí si předvolalo velvyslance Rwandy, aby požadovalo objasnění zapojení Rwandy do konfliktu. 6. března 2025 uvedl Jan Lipavský, že Česká republika navýší humanitární pomoc Demokratické republice Kongo.